# William Edmond Logan
Sir William Edmond Logan (n. 20 aprilie 1798, Montréal, provincia Québec, Canada – d. 22 iunie 1875, Pembrokeshire, Țara Galilor, Regatul Unit al Marii Britanii și Irlandei), a fost un geolog de origine canadiană, fondatorul și primul director al Geological Survey of Canada (GSC). 

## Viața
William Edmond Logan s-a născut într-o familie înstărită din Montreal în 1798, fiind cel de-al treilea fiu al lui William Logan (brutar și proprietar de bunuri imobiliare) și al lui Janet Edmond, ambii originari din Scoția. 
Logan a fost trimis pentru educație la Edinburgh. Așa cum era la normal la vremea aceea pentru tinerii de sex masculin, a studiat diverse limbi (franceză, spaniolă și germană), muzică (flaut) și a devenit un artist recunoscut. În anii 1830, Logan a devenit fascinat de geologie, în timp ce conducea – în numele unchiului său, Hart Logan – o mică topitorie de cupru în apropiere de Swansea (Țara Galilor). Talentul său autodidact pentru acest domeniu a adus în curând hărțile și interpretările sale geologice în atenția celor mai eminenți geologi ai Marii Britanii, iar recomandările ulterioare ale acestora au determinat numirea lui Logan ca director fondator al Geological Survey of Canada (GSC, misiune de cartografiere geologică a Canadei). 
Necesitatea unei organizații care să poată cartografia resursele minerale din nou înființată provincie Canada (în urma fuziunii Canadei superioare și celei inferioare) a fost discutată de mai bine de un deceniu. Fondurile guvernamentale au fost alocate în 1841, iar Logan și-a preluat îndatoririle în 1842. 
Până în primăvara anului 1843, Logan a stabilit sediul societății în ceea ce el a descris ca fiind drept o „cameră mică și întunecată” din Montreal. L-a angajat în calitate de asistent personal pe Alexander Murray, un fost ofițer naval. Progresele industriale rapide  de la sfârșitul secolului al XVIII-lea din Anglia au arătat cât de important era cărbunele pentru expansiunea sa economică. Cu convingerea acceptată că destinul Americii de Nord constă în aplicarea tehnologiei industriale în exploatarea resurselor naturale bogate, căutarea cărbunelui a devenit prima prioritate a societății. 
În timpul explorărilor din 1843, Logan a activat între Pictou (Noua Scoție) și Gaspé, iar Murray între Lacul Erie și Lacul Huron. În anul următor, Logan a cartografiat țărmul nordic al peninsulei Gaspé și apoi a explorat munții de-a lungul râului Cap Chat. Asistenții lui Logan au denumit cel mai înalt vârf în onoarea sa (muntele Logan nu trebuie confundat cu cel mai înalt munte din Canada, care este situat în Yukon și denumit – de asemenea – în onoarea sa). 
Pe baza informațiilor adunate în primele două sezoane de explorare, Logan a fost în măsură să raporteze că nu ar putea fi găsite depozite de cărbune în provincia Canada. Concluzia lui Logan a dus, fără îndoială, ideea fuziunii cu provinciile maritime bogate în cărbune și a fost unul dintre factorii care au condus la formarea Confederației în 1867. 
Logan a făcut, de asemenea, multe descoperiri importante încă din primele zile ale explorărilor. De exemplu, el a identificat mai multe diviziuni geologice masive: roci pliate care acoperă Peninsula Gaspé din Quebec și orașele de est, calcarele aproape plate care se întind spre vest de la Montreal până la Lacul Huron și roci cristaline mult mai vechi, care se extind către nord, la o distanță necunoscută față de Kingston, Ottawa și Montreal. Aceasta din urmă s-a dovedit curând a fi cea mai sudică secțiune a scutului precambrian canadian, bogat în minerale. 
Pe lângă abilitățile lui Logan de observare geologică și de supraviețuire în sălbăticie, acesta a fost un bun manager: în anii 1850 a selectat personalul GSC, adăugând, printre altele, un paleontolog, un chimist, mai mulți geologi și un tehnician muzeograf. A făcut cu succes lobby guvernamental pentru finanțarea continuă a SGC, deși a folosit propriile fonduri atunci când a fost necesar. Era un burlac înstărit, iar – spre disperarea multor părinți care sperau să-l aibă drept ginere – răspunsul său a fost întotdeauna că era „căsătorit cu stâncile”. Până la sfârșitul anilor 1850, Logan a definit GSC drept o organizație bine închegată, capabilă să efectueze explorări riguroase, să facă hărți, să analizeze și să identifice specimene minerale și fosile, să producă rapoarte și să mențină un muzeu public. 
Anii 1850 reprezintă începutul marilor expoziții internaționale, iar Logan a fost un promotor talentat al resurselor minerale ale Canadei în străinătate, începând cu Exhibition of the Industry of All Nations, (târgul mondial din 1851 de la Crystal Palace din Londra, Anglia). O a doua oportunitate similară a venit în 1855, respectiv Expoziția universală de la Paris. Participarea Canadei la aceste evenimente de mare anvergură a stimulat interesul internațional pentru mineralele canadiene și i-au adus onoruri personale lui Logan. A primit Crucea Franceză a Legiunii de Onoare de la Napoleon al III-lea în 1855. Titlul de Cavaler, cea mai importantă distincție pe care a primit-o, i-a fost acordat de regina Victoria la Castelul Windsor în 1856. În același an i s-a acordat medalia Wollaston, cel mai important premiu al Societății Geologice din Londra. De-a lungul carierei sale, Logan a primit zeci de alte premii prestigioase. 
Logan a fost, de asemenea, un influent constructor de muzee. În 1856, a fost autorizat de guvern să înființeze un Muzeu Geologic deschis publicului – ceea ce a și făcut la sediul GSC din Montreal. Acest muzeu avea să se dezvolte de-a lungul anilor și atât Canadian Museum of Nature, cât și Canadian Museum of History își au aici rădăcinile. 
Una dintre cele mai importante realizări ale SGC din timpul lui Logan a fost publicarea în 1863 a lucrării Geology of Canada. Sistematizând toată activitatea organizației până la această dată, această carte de 983 de pagini a înregistrat tot ce se știa despre geologia canadiană la acel moment. A primit recunoaștere națională și internațională pentru conținutul, stilul și precizia sa. 
În 1869, a fost publicată harta geologică canadiană a lui Logan (harta este datată din 1866). Pe o scară de la 1 inch la 25 de mile, acesta prezintă geologia și geografia din sud-estul Canadei, la vest până la Manitoba și la nord spre lacurile St. John, Timiskaming, Nipigon și St. Joseph. În 1864, o versiune la scară mai mică a aceleiași hărți (1 inch la 125 mile) a fost tipărită sub formă de atlas, devenind astfel prima ilustrare completă a geologiei a ceea ce este acum partea de sud a provinciilor Ontario și Quebec. 
Logan s-a retras din activitate în 1869, la vârsta de 71 de ani. El a murit la Castle Malgwyn (Țara Galilor), în casa surorii sale, Elizabeth Gower, la 22 iunie 1875. A fost înmormântat în curtea bisericii din St. Llawddog, Cilgerran, Pembrokeshire, Țara Galilor. 

## Onoruri postume
- Muntele Logan, cel mai înalt munte din Canada, a fost numit în onoarea sa în 1890 de către I.C. Russell, membru al U.S. Geological Survey.
- Mineralul rar weloganit, descoperit de Ann Sabina (membră a GSC) la Francon Quarry din Montreal în 1966, a fost numit în onoarea sa.
- Geological Association of Canada acordă anual, din 1964, „Medalia Logan”, drept cea mai înaltă distincție a societății.
- Revista Maclean's l-a numit în iulie 1998 pe Logan „cel mai mare om de știință al Canadei” în topul „Cei mai importanți 100 de canadieni din istorie”.
- În 2005, Literary Review of Canada a ales publicația Geological Survey of Canada: Report of Progress from its Commencement to 1863 a lui Logan ca fiind una dintre cele mai importante 100 de cărți canadiene. Lista era menită să identifice cărțile care „schimbaseră peisajul psihic al țării”.